# Ytre Fiskelausvatn
Ytre Fiskelausvatnet er en sø som ligger i Balsfjord kommune i Troms fylke i Norge. Den ligger i 160 meters højde mellem Aursfjorden og Storsteinnes, og har et areal på 7,62 km² og en omkreds på godt 22 km. Omkring søen er der en del hyttebyggeri. På nordsiden ligger Blåtind skydeområde.